# Assemblée de l'État du Wisconsin
105e législature
Capitole de l'État du Wisconsin, Madison
L’Assemblée de l'État du Wisconsin (Wisconsin State Assembly)  est la chambre basse de la législature  de l'État américain du Wisconsin dont elle forme avec le Sénat du Wisconsin, la branche législative.

## Composition
La Constitution du Wisconsin limite la taille de l'assemblée entre 54 et 100 membres. Depuis 1973, le Wisconsin est divisé en 99 districts, de population équivalente, basé sur le recensement américain décennal et élisant chacun un représentant. 
Élus tous les deux ans, les membres de la chambre basse peuvent être réélus sans limitation. Si une vacance de poste se produit, le poste ne peut être pourvu que par une élection partielle. 

## Siège
L'Assemblée siège dans l'aile ouest du Capitole de l'État (Wisconsin State Capitol) situé à Madison.

## Présidence
Le speaker préside la Chambre et contrôle l'ordre du jour de celle-ci et des commissions parlementaires. C'est le candidat présenté par le parti majoritaire qui est élu speaker. Le républicain Robin Vos exerce cette fonction depuis le 7 janvier 2013.

## Composition
| Date | Parti      | Parti        | Total |
| Date | Démocrates | Républicains | Total |
| ---- | ---------- | ------------ | ----- |
| Date |            |              | Total |
| 2016 | 36         | 63           | 99    |
| 2017 | 35         | 64           | 99    |
| 2018 | 35         | 64           | 99    |
| 2019 | 36         | 63           | 99    |
| 2020 | 34         | 62           | 96    |
| 2021 | 38         | 61           | 99    |